# Rambo 2
Rambo 2 (títol original: Rambo: First Blood part II) és una pel·lícula d'acció estatunidenca dirigida per George Pan Cosmatos, estrenada l'any 1985. És el segon lliurament d'una sèrie de quatre pel·lícules centrades en el personatge de John Rambo, interpretat per Sylvester Stallone. Ha estat doblada al català

## Argument
John Rambo purga una pena de treballs forçosos quan el coronel Trautman li proposa de complir una missió perillosa : trobar proves de la presència de presoners americans al Vietnam, a canvi  aconseguirà la seva llibertat. Arribat a la jungla, entra en contacte amb l'espia anti-comunista Co Bao. Junts, descobreixen un camp vietnamita i Rambo allibera un presoner. Mentre arriba l'helicòpter encarregat de repatriar Rambo, Murdock, el cap de la missió, que s'ha assabentat  de l'alliberament del presoner, decideix anul·lar la missió sense recuperar ni aquest ni Rambo, malgrat la temptativa del coronel Trautman per canviar les seves ordres. Murdock esperava en efecte que Rambo no descobrís cap prova per poder classificar l'afer perquè el Congrés americà no té cap ganes  d'una nova guerra del Vietnam.

## Repartiment
- Sylvester Stallone: John Rambo
- Richard Crenna: Coronel Samuel Trautman
- Charles Napier: Marshall Murdock
- Steven Berkoff: Tinent-Coronel Podovsky
- Julia Nickson: Co Bao
- Martin Kove: Ericson
- George Kee Cheung : Tay
- Andy Wood : Banks
- William Ghent : Capità Vinh
- Voyo Goric : Sergent Yushin
- Dana Lee : Capità Kinh
- Baoan Coleman: el capità de la canonera
- Don Collins : presoner de guerra americà num. 1
- Christopher Grant : presoner de guerra americà num. 2

## Producció

### Gènesi del projecte
Després de l'èxit de la primera pel·lícula,  es va considerar ràpidament una continuació. James Cameron escriu llavors una 1a versió del guió. Aquesta versió serà després refeta per Stallone. Així, el script de Cameron preveia sobretot que Rambo i Trautman es troben al començament de la pel·lícula en un hospital psiquiàtric, i no en una presó com el mostra finalment la pel·lícula. James Cameron criticarà el costat polític del guió, que atribueix a Stallone, mentre que ell només queda content amb la part « acció ».

### Càsting
El suec Dolph Lundgren en principi havia de formar part del càsting, però Stallone ja l'ha havia seleccionat pel seu Rocky 4, estrenat la mateix any, i volia evitar la confusió. D'altra banda, Lee Marvin havia d'encarnar Marshall Murdock, abans que el paper no torni a Charles Napier. A més, segons el documental de 2002 We Get to Win This Time, els productors de la pel·lícula volien associar John Travolta a Stallone, després de la seva col·laboració en Staying Alive (1983).

### Rodatge
El rodatge es va desenvolupar de juny a agost 1984 al Mèxic, sobretot a Acapulco i Tecoanapa.

### Música
La música de la pel·lícula va ser composta per Jerry Goldsmith, que ja  havia compost la de la primera pel·lícula. Va ser  interpretada per la  Nacional Philharmonic Orchestra. El album conté igualment la cançó Peace in Our Life coescrita i interpretada per Frank Stallone, el germà de Sylvester Stallone.
1. Main Title (2:12)
2. Preparations (1:16)
3. The Jump (3:18)
4. The Snake (1:48)
5. Stories (3:26)
6. The Cage (3:55)
7. Betrayed (4:22)
8. Escape from Torture (3:39)
9. Ambush (2:45)
10. Revenge (6:14)
11. Bowed Down (1:04)
12. Pilot Over (1:52)
13. Home Flight (3:01)
14. Day by Day (2:06)
15. Peace in Our Life (3:18) (música de Frank Stallone, Peter Schless i Jerry Goldsmith; lletra de Frank Stallone - interpretat par Frank Stallone)

## Premis i nominacions

### Premis
| Any  | Cerimònia o premi | Premi                                | Premiat |
| ---- | ----------------- | ------------------------------------ | ------- |
| 1986 | Golden Screen     | Golden Screen al millor distribuidor | Scotia  |

### Nominacions
| Any  | Cerimònia o premi    | Premi                                                         | Premiat                                            |
| ---- | -------------------- | ------------------------------------------------------------- | -------------------------------------------------- |
| 1986 | Oscars               | Oscar al millor muntatge de so                                | Fred J. Brown                                      |
| 2003 | DVD Exclusive Awards | DVD Premiere Award als millors extras                         | Jeffrey Schwarz i Laura Nix per "Rambo Trilogy"    |
| 2003 | DVD Exclusive Awards | DVD Premiere Award al millor documental retrospectiu original | Rambo Trilogy - "The Real Nam: Voices From Within" |